# Felix Mitterer

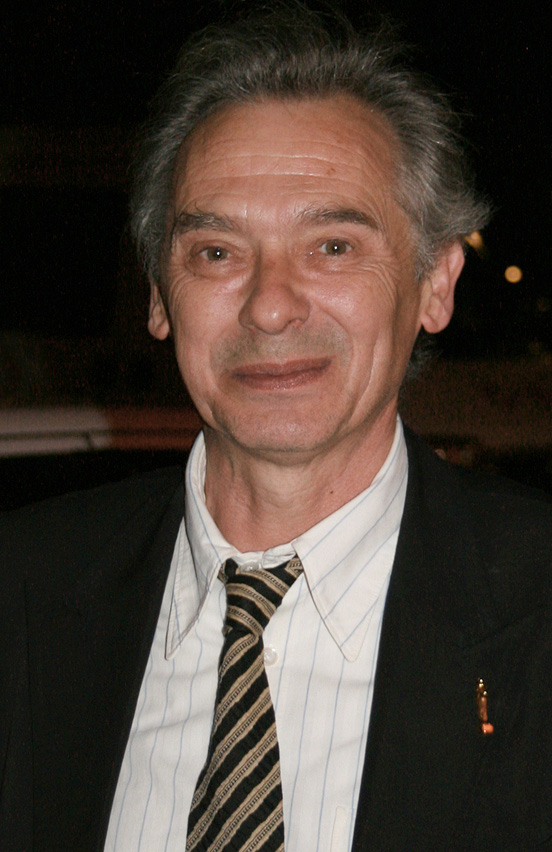
Felix Mitterer (Wien 2008)

Felix Mitterer (* 6. Februar 1948 in Achenkirch, Tirol) ist ein österreichischer Dramatiker und Schauspieler. Er ist als Theater-, Hörspiel- und Drehbuchautor tätig.

## Leben
Felix Mitterer wurde als dreizehntes Kind der verwitweten Landarbeiterin Adelheid Marksteiner und eines unbekannten, vermutlich rumänischen Flüchtlings geboren und von einem mit der Mutter damals befreundeten Landarbeiterehepaar adoptiert. Er wuchs in Kitzbühel und Kirchberg auf und ging ebenda zur Schule. Danach besuchte er die Lehrerbildungsanstalt in Innsbruck, an der er seine Ausbildung nach drei Jahren frühzeitig abbrach; er riss aus und kam mit dem Zug bis nach Rotterdam.
Ab 1966 arbeitete er über zehn Jahre am Innsbrucker Zollamt. 1970 wurden seine ersten Beiträge im ORF und in Zeitschriften, z. B. im Fenster, gebracht. 1977 machte er sich, nachdem er mit Schießen einen ORF-Fernsehspielwettbewerb gewonnen hatte, als freier Autor selbständig. Seither war er als Autor von Volksstücken und Fernsehfilmen in Innsbruck tätig. Neben seiner literarischen Tätigkeit tritt er auch immer wieder, wie in seinem ersten Theaterstück Kein Platz für Idioten, als Schauspieler auf. Felix Mitterer arbeitete und lebte von 1995 bis 2010 in Castlelyons (Caisleán Ó Liatháin), Irland. 2010 kaufte er zwecks Übersiedlung nach Österreich in Ravelsbach im Weinviertel einen Bauernhof, den er seit 2011 auch bewohnt. Im Juli 2020 übersiedelte Mitterer wieder nach Schwaz in Tirol.
Felix Mitterer war mit der Künstlerin Chryseldis Hofer-Mitterer verheiratet, das Paar hat eine Tochter, Anna. Anna Mitterer ist als Künstlerin tätig und illustrierte beispielsweise das Kinderbuch Die Jagd nach dem hohen C ihres Vaters. Heute ist Mitterer mit Agnes Beier verheiratet.
Mitterer wird oft als Tiroler Heimatdichter und Volksautor gesehen. Er führt mit seinen Werken, die sich oft einer mundartlichen Kunstsprache bedienen, die Tradition des Volksstücks in Inhalt und Form fort. Dabei greift er meist problematische und kontroverse Themen auf, die sich häufig kritisch mit Herrschaftsverhältnissen, Außenseiterschicksalen und gesellschaftlich-kulturellen Missständen auseinandersetzen. Das erste Bühnenstück Mitterers, Kein Platz für Idioten (1977), behandelt etwa das Leben eines behinderten Buben in einem Dorf; im Stück Kein schöner Land wird das Eindringen des Faschismus in die ländliche Gemeinschaft thematisiert. In seinen viel beachteten Dramen In der Löwengrube (1998) und Der Patriot (2008) setzt sich Mitterer mit dem Nationalsozialismus in Österreich auseinander, der gleichzeitig eines seiner Grundthemen darstellt.
Das Verhältnis von Deutschen und Österreichern kommt am Beispiel des Tourismus in Tirol in der satirischen "Komödie einer vergeblichen Zuneigung" Die Piefke-Saga zur Sprache. Sie wurde vom ORF als mehrteilige Fernsehserie ausgestrahlt und war beim Erscheinen 1991 höchst umstritten. Vor allem die Werke Die Piefke-Saga und Verkaufte Heimat (ebenfalls vom ORF ausgestrahlt) verhalfen Felix Mitterer Ende der 1980er Jahre zum großen Durchbruch. Seine Protagonisten sind oft sozial isolierte Außenseiter, wie in Kein Platz für Idioten oder Die wilde Frau.
In Anlehnung an die Geschichte von Pius Walder schrieb er Drehbücher für mehrere in Österreich spielende Tatort-Folgen.
Erstmals seit 1983 stand Felix Mitterer 2012 wieder als Schauspieler auf der Bühne. Bei den Tiroler Volksschauspielen in Telfs spielte er den Affen Rotpeter in der Dramatisierung der Erzählung Ein Bericht für eine Akademie von Franz Kafka.
Viele von Mitterers Werken, wie das 1977 an der Volksbühne Blaas in Innsbruck uraufgeführte Stück Kein Platz für Idioten, Besuchszeit und Sibirien (1989 Uraufführung Tiroler Volksschauspiele Telfs/ORF-Aufzeichnung und Verfilmung), werden immer wieder aufgeführt.
2020 veröffentlichte er den Roman Keiner von Euch über Angelo Soliman.

Mit Märzengrund entstand 2020 der erste Kinofilm, der auf einem Stück von Felix Mitterer beruht. Die Regie führt Adrian Goiginger; zu sehen sind u. a. Johannes Krisch, Gerti Drassl oder Harald Windisch. Außerdem kündigte Mitterer an, er wolle einen fünften Teil der Piefke-Saga produzieren, u. a. aufgrund der COVID-19-Vorfälle rund um Ischgl. 
"Ich werde differenzieren müssen, zwischen jenen Hoteliers, die ihre Angestellten auch während der Krise versorgen und jenen, die sie auf die Straße setzen und zur Kündigung zwingen. Ich weiß, dass der Tourismus Tirol aus der Armut erlöst hat, aber irgendwann muss man doch auf die Menschen und die Landschaft schauen. Was soll man auf Leute draufhauen, die am Boden liegen? Man darf nicht vergessen, allen geht es jetzt schlecht, alle haben Sorgen."
Der Vorlass Felix Mitterers wird vom Forschungsinstitut Brenner-Archiv der Leopold-Franzens-Universität Innsbruck erschlossen, dokumentiert und verwaltet.

## Auszeichnungen
- 1978: Kunstpreis der Stadt Innsbruck für Dramatische Dichtung
- 1980: Walter-Buchebner-Preis
- 1987: Peter-Rosegger-Literaturpreis
- 1988: Tiroler Landespreis für Kunst
- 1988: Fernsehpreis der Österreichischen Volksbildung
- 1990: Preis des Festival Internazionale Film della Montagna in Trient
- 1991: Gerhard-Freund-Ehrenring
- 1991: Österreichischer Würdigungspreis für Literatur
- 1991: Adolf-Grimme-Preis mit Silber (zusammen mit Dietrich Mattausch) und Romy für Die Piefke-Saga
- 2001: Ernst-Toller-Preis
- 2003: ORF-Hörspielpreis für Die Beichte
- 2004: Prix Italia für das Hörspiel Die Beichte
- 2004: Ehrenzeichen des Landes Tirol
- 2009: Romy für Tatort: Baum der Erlösung
- 2013: Ödön-von-Horváth-Preis[16]
- 2013: ORF-Hörspielpreis für Ein Bericht für eine Akademie
- 2018: Ehrenmitglied des Theaters in der Josefstadt
- 2018: Goldenes Verdienstzeichen des Landes Wien[17]
- 2018: Tiroler des Jahres[18]
- 2019: ORF Hörspielpreise – Hörspiel des Jahres 2018 für Märzengrund (Regie: Martin Sailer)[19]
- 2021: Ehrenpreis des Filmfestivals Kitzbühel[20]
- 2024: Verleihung des Nestroy-Theaterpreises 2024: Preis für das Lebenswerk[21]

## Dramen
- 1977: Kein Platz für Idioten (Uraufführung an der Tiroler Volksbühne Blaas am 15. September 1977)
- 1980: Veränderungen (Uraufführung Theater in der Josefstadt Wien und Steirischer Herbst Graz am 24. Oktober 1980)
- 1982: Stigma. Eine Passion (Uraufführung Tiroler Volksschauspiele Telfs 1982, ORF-Aufzeichnung)
- 1983: Karrnerleut ’83. Einakter (Uraufführung Tiroler Volksschauspiele Telfs)
- 1985: Besuchszeit (Uraufführung Theater Die Tribüne Wien, RAI/BR/ORF Aufzeichnung, ZDF/BBC-Verfilmung)
- 1986: Drachendurst (Uraufführung Tiroler Volksschauspiele Telfs am 11. August 1986)
- 1986: Die wilde Frau (Uraufführung Altinnsbrucker Bauerntheater/Innsbrucker Kellertheater am 16. September 1986, ORF-Verfilmung)
- 1986: Drachendurst oder Der rostige Ritter (Uraufführung Tiroler Volksschauspiele Telfs)
- 1987: Kein schöner Land (Uraufführung Kammerspiele des Tiroler Landestheaters Innsbruck am 12. April 1987, ORF-Aufzeichnung)
- 1987: Verlorene Heimat (Uraufführung Zillertaler Volksschauspiele Stumm am 27. Juni 1987, ORF-Aufzeichnung) über das Schicksal der Zillertaler Inklinanten
- 1987: Heim (Uraufführung Kammerspiele des Landestheaters Linz am 26. September 1987)
- 1989: Die Kinder des Teufels (Uraufführung Theater der Jugend der Schauburg München am 8. April 1989) zu den Salzburger Zauberbubenprozessen im Umfeld des Schinderjackls, auch Zaubererjackl genannt
- 1989: Sibirien (Uraufführung Tiroler Volksschauspiele Telfs am 6. August 1989, ORF-Aufzeichnung und Verfilmung)
- 1990: Munde. Das Stück auf dem Gipfel (Uraufführung Tiroler Volksschauspiele Telfs am 4. August 1990)
- 1991: Ein Jedermann (Uraufführung Theater in der Josefstadt Wien am 10. Januar 1991)
- 1991: Das Spiel im Berg. Eine Reise durch die Unterwelt (Uraufführung Salzbergwerk Bad Aussee)
- 1992: Das wunderbare Schicksal. Aus dem Leben des Hoftirolers Peter Prosch (Uraufführung Tiroler Volksschauspiele Telfs am 13. August 1992)
- 1993: Abraham. Ein Stück über die Liebe (Uraufführung Landestheater Linz am 23. September 1993, ORF-Aufzeichnung)
- 1993: Die Geierwally. Theaterstück. (Uraufführung Geierwally-Freilichtspiele Elbigenalp)
- 1993: Das Fest der Krokodile (Uraufführung Theater Schrille Stille Wien), Kindertheater
- 1994: Krach im Hause Gott (Uraufführung Theater für Vorarlberg Bregenz am 2. August 1994)
- 1998: In der Löwengrube (Uraufführung Volkstheater Wien am 24. Januar 1998), inspiriert von Leo Reuss’ Lebensgeschichte
- 1998: Die Frau im Auto (Uraufführung Landestheater Linz)
- 1999: Tödliche Sünden. Sieben Einakter (Uraufführung Kammerspiele des Tiroler Landestheaters Innsbruck am 25. Februar 1999)
- 1999: Die drei Teufel (Uraufführung Brixentaler Volkstheater Hopfgarten)
- 2000: Mein Ungeheuer (Uraufführung Tiroler Volksschauspiele Telfs)
- 2001: Gaismair (Uraufführung Tiroler Volksschauspiele Telfs am 20. Juli 2001)
- 2002: Johanna oder die Erfindung der Nation (Uraufführung Salzburger Landestheater am 12. Januar 2002)
- 2004: Kreuzweg Hochberg (mit Herbert Meusburger)
- 2004: Die Hutterer (Uraufführung Schlossbergspiele Rattenberg am 2. Juli 2004)
- 2004: Die Beichte (Uraufführung Tiroler Volksschauspiele Telfs am 24. Juli 2004)
- 2004: Fleisch (Uraufführung Vereinigte Bühnen Bozen am 18. Februar 2005)
- 2006: Die Weberischen (Musiktheater, Uraufführung Vereinigte Bühnen Wien am 28. August 2006)
- 2007: Der Panther (Uraufführung in den Wiener Kammerspielen am 8. November 2007)
- 2007: Franz von Assisi – Der Narr Gottes (Uraufführung Volksschauspiele Ötigheim am 15. Juni 2008)
- 2008: Der Patriot (Uraufführung im Stadttheater Walfischgasse Wien am 13. November 2008)
- 2009: 1809 – Mein bestes Jahr (Uraufführung Tiroler Volksschauspiele Telfs)
- 2009: Speckbacher (Uraufführung Schlossbergspiele Rattenberg am 3. Juli 2009)
- 2011: Du bleibst bei mir (Uraufführung Volkstheater Wien am 9. September 2011)
- 2011: Drachendurst (Uraufführung Theatersommer Haag am 25. Juli 2011)
- 2013: Jägerstätter (Uraufführung Theater in der Josefstadt Wien am 20. Juni 2013)
- 2013: Jakob der Letzte (Uraufführung Roseggerfestspiele Alpl/Krieglach)
- 2013: Passion Erl. Theaterstück (Uraufführung Passionsspiele Erl (Tirol))
- 2014: Der Flaschengeist. Ein Singspiele aus Ozeanien (Musiktheater, Uraufführung Staatstheater am Gärtnerplatz München am 23. Januar 2014)
- 2015: Der Boxer (Uraufführung Theater in der Josefstadt Wien am 29. Januar 2015), über den deutschen Sinto-Boxer Trollmann[22]
- 2015: Glanzstoff (Bürgertheater in und über die Glanzstoff Austria Fabrik, Landestheater Niederösterreich, ausgezeichnet mit dem Spezialpreis beim Nestroy-Theaterpreis[23])
- 2016: Märzengrund (Uraufführung Festival Stummer Schrei Stumm am 6. Juni 2016)
- 2017: Galápagos (Uraufführung Theater in der Josefstadt am 16. März 2017)
- 2017: Luther, geschrieben für die Volksschauspiele Öttigheim
- 2018: Vomperloch (Uraufführung Tiroler Landestheater Innsbruck)
- 2019: Brüderlein Fein (Uraufführung Raimundspiele Gutenstein am 11. Juli 2019)
- 2021: Wurlitzergassen 22 zwozl-zwozl (Uraufführung Theaterfestival Steudltenn)[24]

## Drehbücher
- 1977: Schießen
- 1989: Egon Schiele (zusammen mit Wolfgang Georg Fischer, gleichzeitig Titelrolle; Regie: John Goldschmidt)
- 1980/81: Die 5. Jahreszeit (sechs Episoden; Regie: Reinhard Schwabenitzky, Franz Gottlieb)
- 1981: Der Narr von Wien – Peter Altenberg (Regie: John Goldschmidt)
- 1984: Erdsegen (Regie: Karin Brandauer), nach dem gleichnamigen Roman von Peter Rosegger
- 1985: Das rauhe Leben (Regie: Heide Pils)
- 1987: Die wilde Frau (Regie: Josef Kuderna)
- 1988/1989: Verkaufte Heimat (Teil 1: Brennende Lieb'; Teil 2: Leb' wohl, du mein Südtirol)
- 1991: Die Piefke-Saga, Komödie einer vergeblichen Zuneigung – Realsatire
- 1989: Sattmanns Reisen
- 1990: Requiem für Dominic (zusammen mit Michael Köhlmeier, gleichzeitig Hauptrolle)
- 1991: Der Sprachtest (Regie: Kurt Ockermüller)
- 1992: Die Wildnis (Regie: Werner Masten)
- 1993: Verkaufte Heimat (Teil 3: Die Feuernacht; Teil 4: Komplott)
- 1994: Kein Platz für Idioten (Regie: Gedeon Kovács)
- 1995: Tatort 318 – Der König kehrt zurück
- 1997: Alle für die Mafia (Zweiteiler; Regie: Gernot Friedel)
- 1998: Krambambuli (Regie: Xaver Schwarzenberger), nach der gleichnamigen Erzählung von Marie von Ebner-Eschenbach
- 1999: Tatort 448 – Passion
- 2001: Tatort 475 – Böses Blut
- 2002: Andreas Hofer – Die Freiheit des Adlers
- 2002: Tatort 504 – Elvis lebt!
- 2003: Tatort 536 – Tödliche Souvenirs
- 2004: Tatort 572 – Wächter der Quelle
- 2004: Die Heilerin
- 2005: Tatort 604 – Der Teufel vom Berg
- 2006: Tatort 635 – Tod aus Afrika
- 2006: Tatort 669 – Tödliche Habgier
- 2008: Die Heilerin 2
- 2008: Tatort 715 – Granit
- 2008: Tatort 717 – Baum der Erlösung
- 2011: Tatort 807 – Lohn der Arbeit
- 2016: Landkrimi – Sommernachtsmord
- 2022: Märzengrund

## Kinderbücher
- 1977: Superhenne Hanna (Roman)
- 2004: Superhenne Hanna gibt nicht auf
- 2005: Die Jagd nach dem hohen C (zusammen mit Anna Mitterer)
- 2007: Superküken Hanna (Bilderbuch)
- 2011: Superhenne Hanna (Hörbuch)

## Oper
- 2003: Wolkenstein (Uraufführung Oper Nürnberg), Musik: Wilfried Hiller, Regie: Percy Adlon

## Übersetzung
- 1999: Albert Uderzo/René Goscinny: Obelix undʼs groaße Gschäft. Da Goscinny und der Uderzo frein si gonz narrisch, daß sie enk den erschtn Asterix auf tirolarisch zan lesen und unschaugn übareichn derfn. Egmont, Stuttgart 1999. (= Asterix Mundart 30, Tirolerisch 1), ISBN 978-3-7704-2265-4

## Roman
- 2020: Keiner von euch, Haymon Verlag, Innsbruck 2020, ISBN 978-3-7099-3495-1

## Autobiografie
- 2018: Mein Lebenslauf, Haymon Verlag, Innsbruck 2018, ISBN 978-3-7099-3425-8